# Jan Mabuse
Jan Mabuse (egentlig Jan (Jenyn) van Gossart (Gossaert), signerer selv Malbodius født ca. 1478 i Maubeuge (Mabuse) i Hennegau, død 1 oktober 1532 i Antwerpen) var en nederlandsk maler.
Mabuse blev i 1503 optaget i Sankt Lukasgildet i Antwerpen. Uddannet under indflydelsen af Gerard David og Quentin Massys rejste han 1508—14 i Italien i følge med Philip, Bastarden af Burgund, med hvem han muligvis besøgte Danmark (1515). Hjemme i Antwerpen, Middelburg, Utrecht og på Philip af Burgunds slotte. Til Mabuses tidligste værker i gammelnederlandsk stil hører Kongernes Tilbedelse i Howard Castle, triptychon-alteret med Madonna med engle, Katharina og Dorothea i Museum i Palermo, Madonna ved Brønden i Ambrosiana i Milano og de Miniaturer, som Mabuse har udført til den berømte bønnebog i Markusbiblioteket i Venedig: Breviarium Grimani. Mabuses arbejder efter opholdet i Italien bærer tydelige spor af påvirkning af italiensk renæssancekunst (særlig Lionardo). Hans hovedværk efter hjemkomsten fra Italien: Alterbilledet med korsnedtagelsen i kirken i Middelburg kendes kun gennem beskrivelser, da billedet brændte med kirken 1568, men "Prager Dombild" (nu i Rudolphinum i Prag) med Den hellige Lukas malende Madonna afgiver et udmærket eksempel på Mabuses "italieniserende" kunst fra hans anden periode. Herhen hører endvidere Neptun og Amfitrite i Kaiser-Friedrich-Museum i Berlin, Adam og Eva i Hampton Court, Madonnabilleder i Louvre, Madrid og München; sidstnævnte sted også en "Danaë". Udmærkede portrætbilleder findes fra Mabuses hånd, således to mandsportrætter i National Gallery i London; i Hampton Court: Billedet med Kristiern II's tre børn, portrættet af kansler Caroudelet i Louvre og flere. Portrættet af Christian 2. på Kunstmuseum i København tilskrives Mabuse (eller Bernard van Orley). 